# Nicht-EU-One-Stop Shop

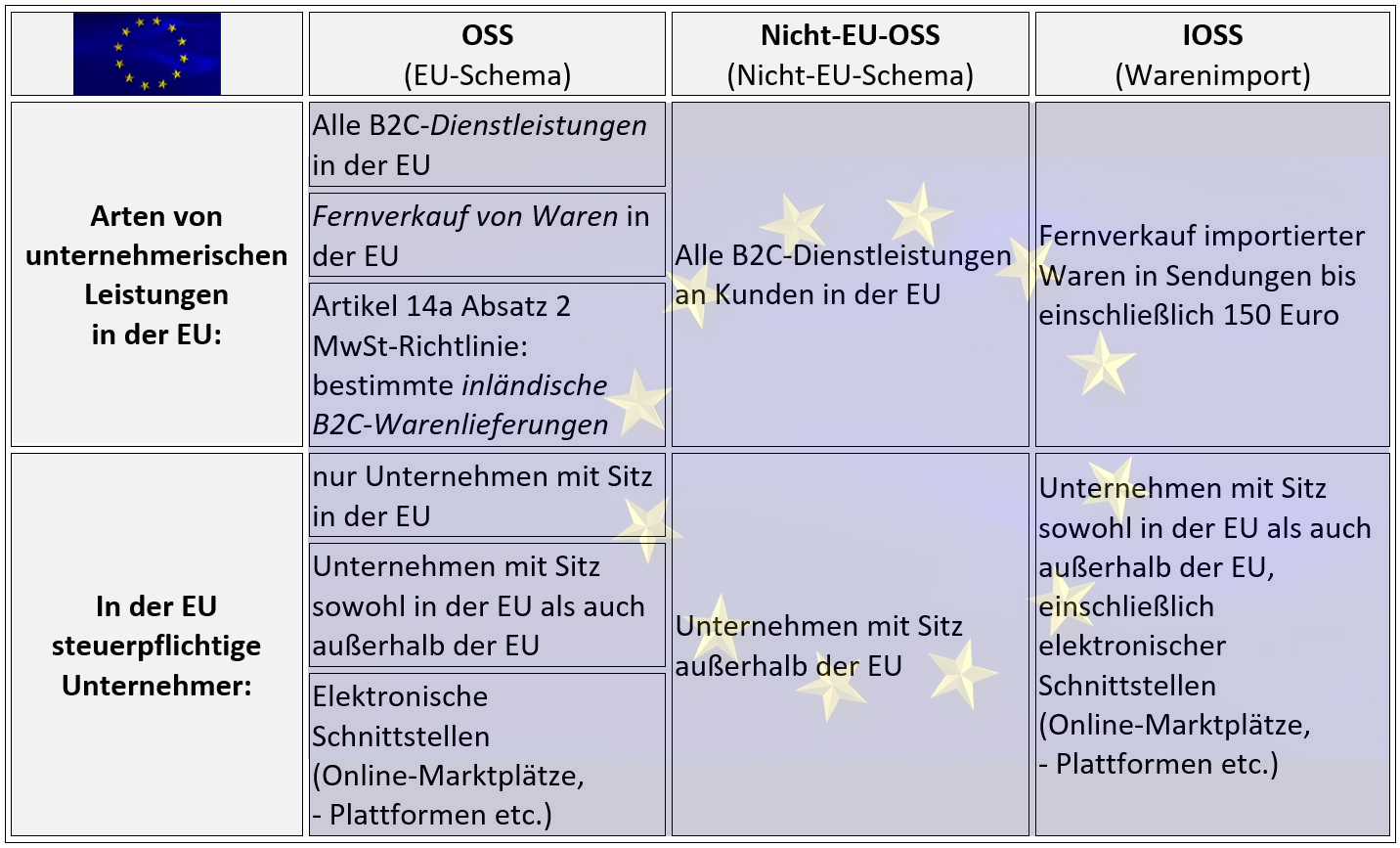
Alle drei OSS-Schemata im Überblick

Nicht-EU-One-Stop Shop (Nicht-EU-OSS, auch: Non-EU-OSS oder Non-Union OSS; ins Deutsche übersetzt: „einzige Anlaufstelle“ für Dienstleistungen von Unternehmern oder elektronische Marktplätze etc. aus Nicht-EU-Mitgliedstaaten) bezeichnet in der Europäischen Union ein elektronisches Portal (auch als Schnittstelle bezeichnet) als Anlaufstelle für die Dokumentation, Meldung und Zahlung der Mehrwertsteuer aus Fernverkäufen von Dienstleistungen im grenzüberschreitenden Verkehr durch Unternehmer oder elektronische Marktplätze etc., die nicht in der EU ansässig sind (Drittlandunternehmen).
Die Erbringung von Dienstleistungen durch Drittlandunternehmen werden in die Europäische Union unter bestimmten Bedingungen über dieses elektronische Portal erleichtert. Nicht-EU-OSS gilt nicht für Unternehmer, welche in der EU einen Sitz oder Fiskalvertreter haben. Die Teilnahme am Nicht-EU-OSS-Portal ist freiwillig.

## Geschichte
Die Systemänderung im Mehrwertsteuerverfahren wurde von der Europäischen Kommission in zwei Etappen vorgeschlagen. Die ersten Maßnahmen sind sodann am 1. Januar 2015 in Kraft getreten. Diese betrafen zuerst Telekommunikations-, Rundfunk- und Fernsehdienstleistungen  sowie elektronisch erbrachte Dienstleistungen an Endkunden (Mini-One-Stop-Shop – MOSS).
Das zweite Maßnahmenpaket wurde sodann vom Rat im Dezember 2017 angenommen. Dadurch wurde die Systemänderung auch auf Fernverkäufe sowie auf jede Art von grenzüberschreitenden Dienstleistungen, die an einen Endkunden in der EU erbracht werden, ausgeweitet (Mehrwertsteuer-Paket für den elektronischen Handel).
Die bisherige Möglichkeit für in der EU nicht ansässige Unternehmer, die Mehrwertsteuer abzuführen, das VAT on e-Services (eVAT) wird in Nicht-EU-OSS ersatzlos integriert.

## Ziele
Die Änderungen der Handelsströme der Weltwirtschaft und Schaffung neuer Technologien haben auch neue Handelsmöglichkeiten eröffnet und es wird auch davon ausgegangen, dass der elektronische Handel mittels Fernverkäufen weiter zunehmen wird. Insbesondere auch über elektronische Marktplätze oder Plattformen (elektronische Schnittstellen). Um mit diesen Änderungen des E-Commerce Schritt zu halten, wurden auch die EU-Mehrwertsteuerbestimmungen geändert.
Durch das sogenannte „Mehrwertsteuer-Paket“ für den elektronischen Handel soll:
- Mehrwertsteuer dort bezahlt werden, wo der Verbrauch von Waren und Dienstleistungen stattfindet,
- einheitliche Mehrwertsteuerregelung für grenzüberschreitende Lieferungen und Leistungen geschaffen und damit der grenzüberschreitenden Handel vereinfacht werden,
- der Mehrwertsteuer-Betrug bekämpft werden,
- faire Wettbewerbsbedingungen für EU-Unternehmer und E-Commerce-Händler aus Drittstaaten sowie zwischen E-Commerce- und traditionellen Geschäften gewährleistet werden und
- höhere Einnahmen der Unionsmitgliedstaaten infolge gerechterer Besteuerung erreicht werden.

Alleine durch die Abschaffung der Mehrwertsteuerbefreiung für Lieferungen aus Drittstaaten sollen geschätzt mehr als 7 Milliarden Euro mehr an Steuern bei den Unionsmitgliedstaaten eingenommen werden.

## Vorteile
Drittlandunternehmer werden durch die Lieferung der Dienstleistungen in die EU zu Mehrwertsteuer-Schuldner und müssen die Umsatzsteuer im Land des Empfängers abführen.
Der Vorteil des EU-OSS-Portals (OSS, Nicht-EU-OSS, IOSS) liegt darin, dass Fern-Verkäufer aus Drittstaaten von Dienstleistungen an Verbraucher, einschließlich Online-Marktplätze oder -Plattformen, sich in einem Unionsmitgliedstaat registrieren lassen können und ab dem 1. Juli 2021 dadurch Mehrwertsteuer auf alle Fernverkäufe von Dienstleistungen an private Kunden in der EU nur in diesem Unionsmitgliedstaat gegenüber der nationalen Finanzbehörde erklären und zahlen müssen. Es wird davon ausgegangen, dass dies einen Bürokratieabbau von bis zu 95 % bringt, wenn sich Fernverkäufer beim Nicht-EU-OSS-System registrieren.
Bereits im eVAT registrierte Teilnehmer werden direkt in das Nicht-EU-OSS-System (auch: Verfahren One-Stop-Shop, Nicht EU-Regelung) übernommen.
Nutzt ein steuerpflichtiger Anbieter von Dienstleistungen im Fernverkauf das Nicht-EU-OSS-System nicht, so muss er sich in jedem Unionsmitgliedstaat, in dem er Gegenstände an Kunden liefert bzw. Dienstleistungen für Kunden erbringt, umsatzsteuerlich registrieren lassen und die Verpflichtungen aus dem jeweiligen nationalen Umsatzsteuerrecht selbst erfüllen. Unter Umständen muss der steuerpflichtige Anbieter dann auch in den verschiedenen Sprachen der Europäischen Union mit der Steuerbehörde kommunizieren und Erklärungen einreichen.
Eine Registrierung im Nicht-EU-OSS-System führt dazu, dass der Anbieter diese Regelung für alle seine Lieferungen und Dienstleistungen in der EU, die unter diese Regelung fallen, nutzen muss. Der Anbieter kann daher die OSS-Regelung nicht nur für Leistungen an Endkunden in einigen Unionsmitgliedstaaten in Anspruch nehmen, für Leistungen in anderen Unionsmitgliedstaaten dagegen nicht.
Geschäfte zwischen Unternehmern (B2B) unterliegen nicht den OSS-Regelungen und werden weiterhin in den nationalen Umsatzsteuermeldungen erfasst.

## Dienstleistungen
Beispiele für an Privatpersonen angebotene Dienstleistungen, welche unter den Nicht-EU-OSS-Regelungen von Unternehmern, die nicht in der EU ansässig sind, abgewickelt werden können:
- Beherbergungsleistungen von nicht niedergelassenen Steuerpflichtigen,
- Eintritt zu kulturellen, künstlerischen, sportlichen, wissenschaftlichen, pädagogischen, Unterhaltungs- oder ähnlichen Veranstaltungen wie Messen und Ausstellungen,
- Transportdienste,
- Dienstleistungen der Bewertung und Arbeit an beweglichen Sachwerten,
- Hilfstransportaktivitäten wie Be- und Entladen, Abwicklung oder ähnliche Aktivitäten,
- Dienstleistungen im Zusammenhang mit Immobilien,
- Anmietung von Transportmitteln,
- Lieferung von Restaurant- und Catering-Dienstleistungen für den Verbrauch an Bord von Schiffen, Flugzeugen oder Zügen usw.[10][11]

## Nicht-EU-OSS-Steuererklärung
Nicht-EU-OSS ist ähnlich wie EU-OSS aufgebaut. Der steuerpflichtige Anbieter muss in seiner Rechnung den Mehrwertsteuersatz des Unionsmitgliedstaates anwenden, in dem die Leistungen erbracht wird. Er muss in dem Unionsmitgliedstaat, in dem er für die Nicht-EU-OSS-Regelungen registriert ist, auf elektronischem Wege eine OSS-Mehrwertsteuererklärung für alle in der EU grenzüberschreitend erbrachten Leistungen abgeben und die anfallende Mehrwertsteuer in diesem Unionsmitgliedstaat abführen. Die Mehrwertsteuererklärung ist vierteljährlich abzugeben. Die Nicht-EU-OSS-Mehrwertsteuererklärungen werden dann zusammen mit der entrichteten Mehrwertsteuer von diesem Unionsmitgliedstaat über ein sicheres Kommunikationsnetz an die jeweiligen Mitgliedstaaten der Lieferung übermittelt.
Die Nicht-EU-OSS-Regelungen steht ausschließlich außerhalb der EU ansässigen Steuerpflichtigen zur Verfügung.

## Registrierung – Beendigung – Ausschluss
Die Registrierung für Unternehmen ist auf dem Nicht-EU-OSS-Portal eines beliebigen Unionsmitgliedstaates seit dem 1. April 2021 möglich. Es genügt die Registrierung in einem Unionsmitgliedstaat. Nicht-EU-OSS kann nur für die ab dem 1. Juli 2021 verkauften Leistungen angewendet werden, wenn sich der steuerpflichtige Unternehmer bis zum 30. Juni 2021 angemeldet hat oder zuvor bereits bei eVAT registriert war.
Verlegt ein Drittlandsunternehmen den Sitz in die EU oder begründet eine Betriebsstätte, ist die Verwendung des Nicht-EU-OSS nicht mehr möglich. Das Unternehmen kann dann zu EU-OSS wechseln.
Eine Beendigung der Teilnahme am Nicht-EU-OSS-System ist jederzeit möglich und kann auf elektronischem Weg direkt über Nicht-EU-OSS erklärt werden. Eine neuerliche Registrierung ist ebenso jederzeit möglich, sofern die Voraussetzungen für die Teilnahme erfüllt werden.
Ein Unternehmen kann von der Nutzung des Nicht-EU-OSS-Systems auch ausgeschlossen werden, wenn (Beispiele):
- die Voraussetzungen zur Inanspruchnahme des Nicht-EU-OSS-Systems nicht mehr erfüllt sind,
- wiederholter Verstöße gegen die Vorschriften des Nicht-EU-OSS-Systems vorliegen (Sperrfrist von zwei Jahren – gilt in allen Unionsmitgliedstaaten).